# Constância
Constância (kõʃ'tɐ̃siɐ) è un comune portoghese di 3 815 abitanti situato nel distretto di Santarém.

## Società

### Evoluzione demografica
| Popolazione di Constância (1801 – 2004) | Popolazione di Constância (1801 – 2004) | Popolazione di Constância (1801 – 2004) | Popolazione di Constância (1801 – 2004) | Popolazione di Constância (1801 – 2004) | Popolazione di Constância (1801 – 2004) | Popolazione di Constância (1801 – 2004) | Popolazione di Constância (1801 – 2004) | Popolazione di Constância (1801 – 2004) |
| --------------------------------------- | --------------------------------------- | --------------------------------------- | --------------------------------------- | --------------------------------------- | --------------------------------------- | --------------------------------------- | --------------------------------------- | --------------------------------------- |
| 1801                                    | 1849                                    | 1900                                    | 1930                                    | 1960                                    | 1981                                    | 1991                                    | 2001                                    | 2004                                    |
| 1583                                    | 2526                                    | 3034                                    | 3248                                    | 4077                                    | 3949                                    | 4170                                    | 3815                                    | 3796                                    |

## Freguesias
- Constância
- Montalvo
- Santa Margarida da Coutada